# ランギラーノ
ランギラーノ（伊: Langhirano）は、イタリア共和国エミリア＝ロマーニャ州パルマ県にある、人口約11,000人の基礎自治体（コムーネ）。
パルマ南郊に位置するこの町は、プロシュット・ディ・パルマ（いわゆる「パルマハム」）の生産地として知られている。町域には15世紀に建設されたトッレキアーラ城がある。

## 地理

### 位置・広がり
パルマ県南東部に位置するコムーネである。ランギラーノの町は、県都パルマの中心部から南南西へ21kmに位置しており、車で約30分の距離である。また、レッジョ・エミリアの東南東30km、ラ・スペツィアの北東67km、州都ボローニャの西86kmに位置する。コムーネの面積は70.82 km2 で、北東 - 南西に細長い幅約400m、長さ約2kmの市域を有する。

#### 隣接コムーネ
隣接するコムーネは以下の通り。
- カレスターノ
- コルニーリオ
- フェリーノ
- レジニャーノ・デ・バーニ
- ネヴィアーノ・デッリアルドゥイーニ
- パルマ
- ティッツァーノ・ヴァル・パルマ

### 気候分類・地震分類
ランギラーノにおけるイタリアの気候分類 (it) および度日は、zona E, 2796 GGである。
また、イタリアの地震リスク階級 (it) では、zona 3 (sismicità bassa) に分類される。

### 主要な集落
ランギラーノの町の北5kmにトレッキアーラの集落がある。

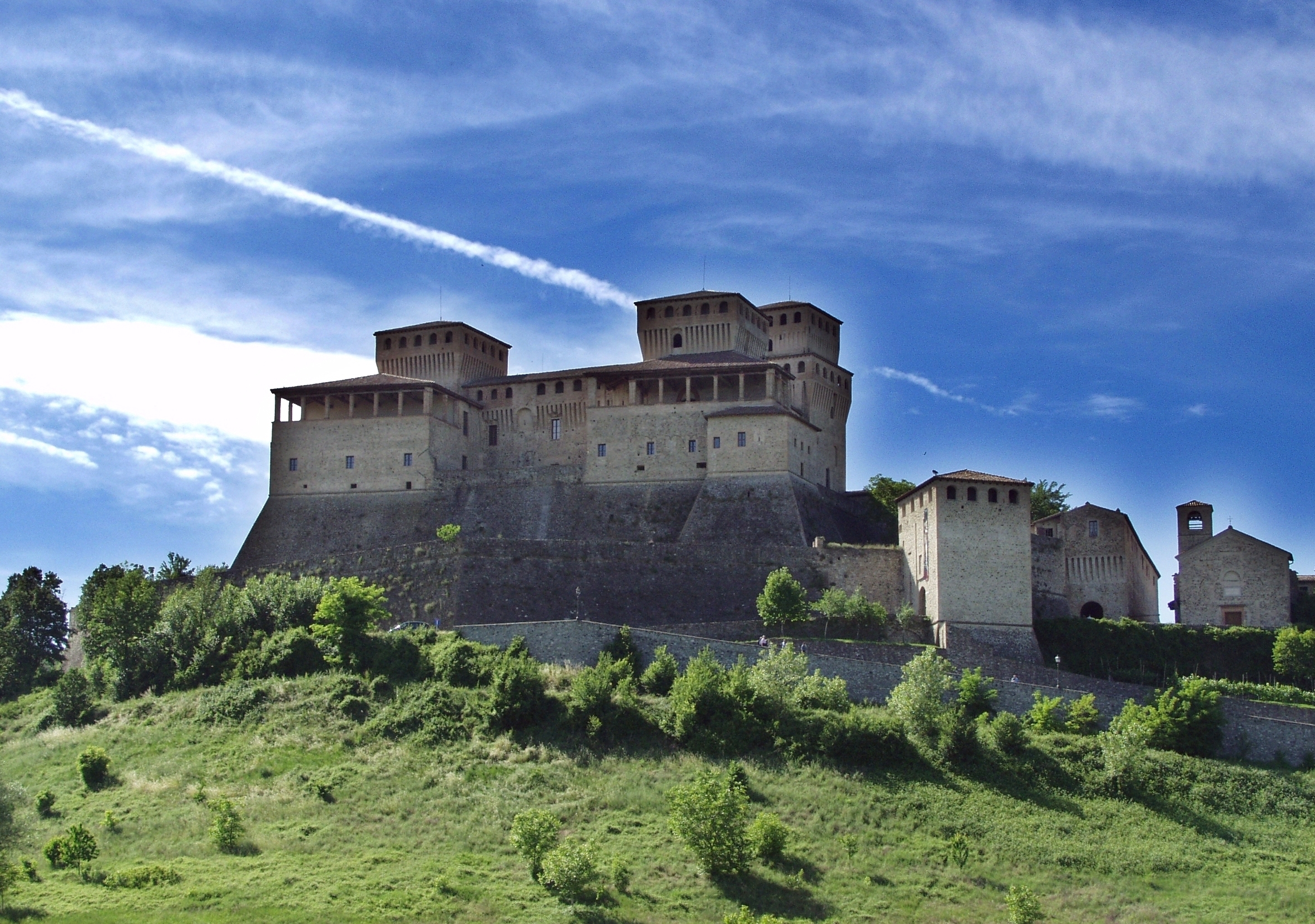
トッレキアーラ城

## 分離集落
ランギラーノには以下の分離集落（フラツィオーネ）がある。
- Antesica, Arola, Berzola, Calicella, Casatico, Cascinapiano, Case Manfredelli, Case Schianchi, Case Ughi, Cattabiano, Costa di Castrignano, Cozzano, Fontana, Goiano, Il Chioso, Manzano, Mattaleto, Pastorello, Pilastro, Pranello, Querceto, Quinzano, Riano, Sodina, Strognano, Tabiano di Castrignano, Tordenaso, Torrechiara, Valle di Castrignano, Vidiana

## 社会
パルマ市郊外に位置するこの町は、プロシュット・ディ・パルマ（いわゆる「パルマハム」）の生産地として知られている。大小を含め200ほどの生ハム工場があり、世界中で食べられているパルマハムのほとんどがここで作られている。

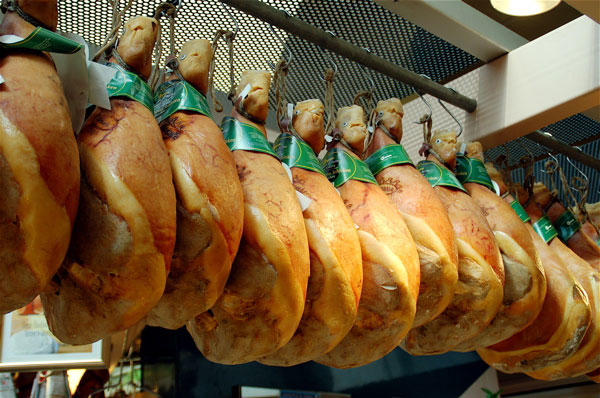
プロシュット・ディ・パルマ

## 姉妹都市
- カヴァイヨン、フランス
- エスパリオン、フランス
- Tauste、スペイン
- ノーヴェ、イタリア

## 人物

### ゆかりの人物
- レナータ・テバルディ - 20世紀のソプラノ歌手。当地で育つ。墓所も当地にある。

## 参照
- イタリア・パルマ 日本人唯一のパルマハム職人 多田昌豊
- 私の住む町Travel案内  イタリア旅行情報サイト（JITRA）パルマ
- エミリアからの便り : パルマのトッレキアラ城・前編 (Castello di Torrechiara)
  - エミリアからの便り : パルマのトッレキアラ城・後編 (Castello di Torrechiara)
- イタリアふれあい街歩き トッレキアラ
- Travel No_65.pdf (application/pdf オブジェクト)